# 成島柳北

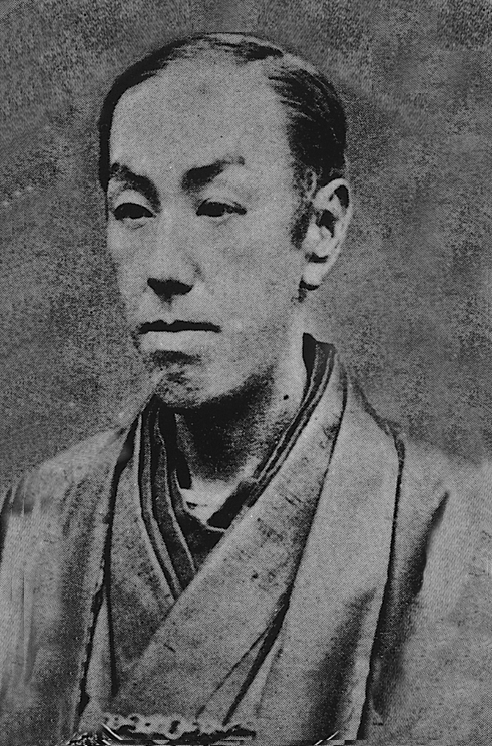
成島柳北

成島 柳北 （なるしま りゅうほく、1837年3月22日（天保8年2月16日） - 1884年（明治17年）11月30日）は、江戸時代末期（幕末）の江戸幕府・将軍侍講、奥儒者、文学者、明治時代のジャーナリスト。幼名は甲子麿（こしまろ）、通称は甲子太郎（こしたろう）、後に惟弘（これひろ）、弘。娘婿に成島謙吉。

## 略歴

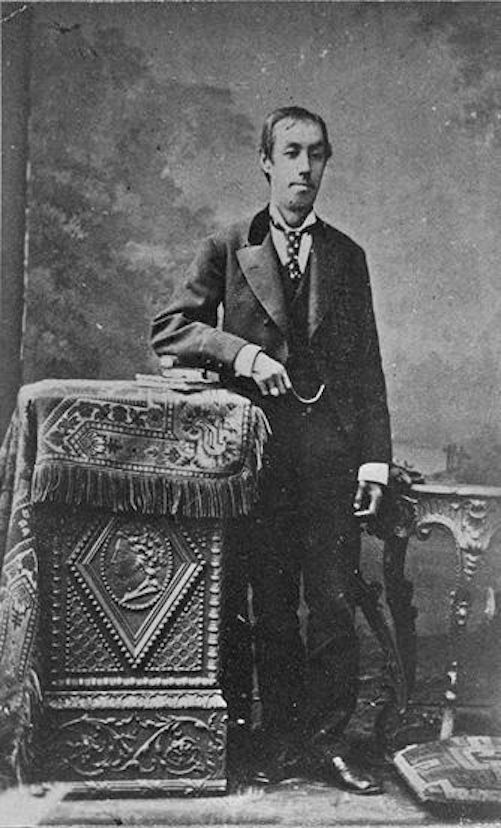
欧州視察時の柳北（1872年頃）

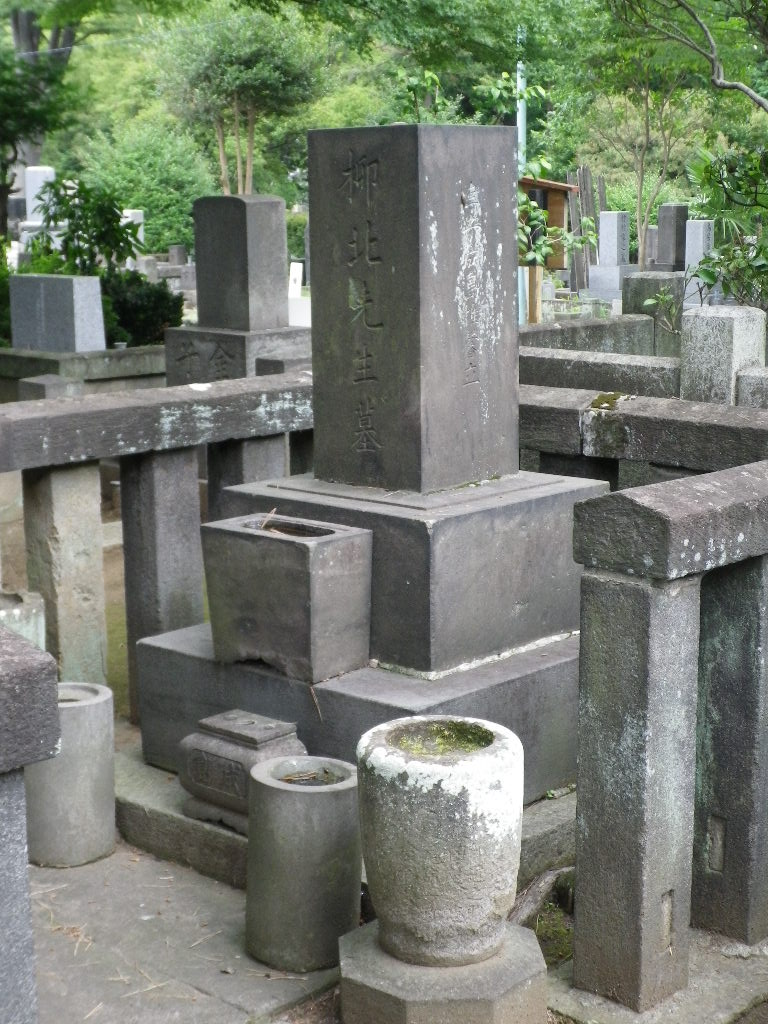
成島柳北の墓（雑司ヶ谷霊園）

武蔵国浅草御厩河岸（現・東京都台東区蔵前2丁目）の松本家の3男として生まれた。次兄は、森家の養子となり大目付となった森泰次郎。泰次郎の次男に実業家の菅沼達吉が、泰次郎の孫（柳北の姪孫）に俳優の森繁久弥がいる。
のちに代々奥儒者の家柄である成島家へと養子に出され、第7代目奥儒者・成島稼堂の養子となり、成島姓となる。そして、養父の跡を継ぎ、第8代目奥儒者となり、成島柳北と名乗るようになる。正史『徳川実紀』の編集主幹である図書頭成島司直は系図上の祖父となる。安政元年1月、将軍侍講見習となり、安政3年11月に将軍侍講となる。
成島家は19世紀前半から『徳川実紀』、『続徳川実紀』、『後鑑』などの編纂を続けており、柳北も長じてこれに従った。徳川家定、家茂に侍講するが、献策が採用されないため狂歌で批判し、1863年（文久3年）8月9日に侍講職を解職される。このころ、1862年（文久2年）から1864年（元治元年）にかけて洋学者柳河春之や福沢諭吉らと交友を重ね、欧米の事情や学問を学んだ。また、慶応年間に騎兵頭、外国奉行（3千石、官位：従五位下・大隅守）、会計副総裁等を歴任。1868年（慶応4年）4月、養子の信包に家督を譲り、向島の松菊荘に隠棲した。
明治維新後、仔細あって平民籍となるが、東本願寺法主の大谷光瑩の欧州視察随行員として1872年（明治5年）、共に欧米を巡る。
欧州では岩倉具視、木戸孝允らの知遇を得、特に親交のあった木戸からは帰国後、文部卿の就任を要請されたが受けなかった。また柳北は欧州視察の際に共済制度を見聞し、帰国後にそれを安田善次郎に伝え安田と共に日本最初の生命保険会社「共済五百名社」（現「明治安田生命」）を設立。（安田は、向島の柳北の家を訪ねたときは出された座布団を決して敷こうとはしなかった程、柳北を尊敬慕っていた。）
後には大槻磐渓の紹介によって、1874年（明治7年）に『朝野新聞』を創刊、初代社長に就任。1875年（明治8年）には、言論取締法の「讒謗律」や「新聞紙条例」を批判した。自由民権運動の中では、社論は大隈重信の改進党に近く、大隈の設立した東京専門学校の初代の議員 （理事に相当）にも就任している。また文芸雑誌『花月新誌』を創刊し文芸界でも活躍。商法会議所（現商工会議所）の設立、隅田川河畔の桜植樹等にも尽力、前米大統領のグラントの接遇委員も勤めた。1884年（明治17年）11月30日、胸の病のため、48歳（満47歳）で死去した。本法寺（現東京都墨田区横川1丁目）に葬られたが、1909年に雑司ヶ谷霊園へ改葬された。現在の墓所は雑司ヶ谷霊園の1種4号6側2番。1885年（明治18年）生前の功績を称え墨田区向島にある長命寺に、石碑が建てられた 。

## 著書
『柳橋新誌』（初編1859年（安政6年）執筆、2編1871年（明治4年）執筆）は柳橋（現在の台東区柳橋）の花柳界を描いた戯作であるが、明治維新前後の転換期にあたって、江戸と明治の世相の変遷も描いている。復刻版が日本近代文学館監修で出された。
また、安政期の日記『硯北日録』は太平書屋から複製本が出ている。
『航西日乗』は「新日本古典文学大系明治編」・「岩波文庫」等にも収録。

### 伝記研究
- 乾照夫 『成島柳北研究』（ぺりかん社　2003年）
- 乾照夫編 『成島柳北　読売雑譚集　明治十四年一月－十七年十一月』（ぺりかん社、2000年）
- 前田愛 『成島柳北』（朝日選書）、のち「著作集1」（筑摩書房）
- 黄民基 『唯今戦争始め候。明治十年のスクープ合戦』（洋泉社　2006年）